# Yucca grandiflora
Yucca grandiflora är en sparrisväxtart som beskrevs av Howard Scott Gentry. Yucca grandiflora ingår i släktet palmliljor, och familjen sparrisväxter. Inga underarter finns listade i Catalogue of Life.

## Bildgalleri

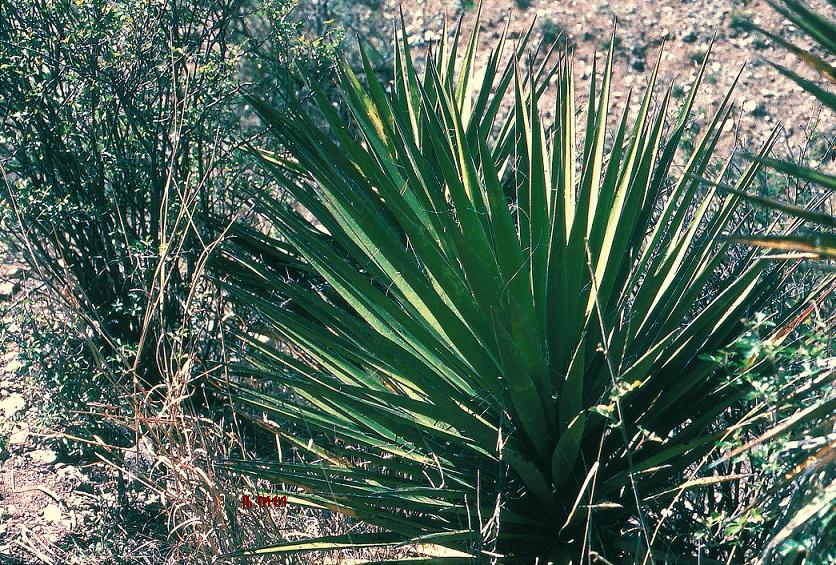
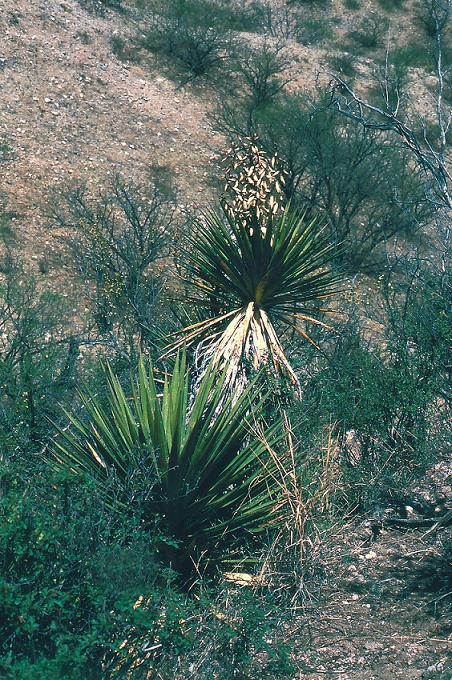